# 王安泽
王安泽（1934年—1995年），男，布依族，贵州安龙人，中华人民共和国政治人物，曾任贵州省人民政府副省长，贵州省人大常委会副主任。